# Sorède
Sorède är en kommun i departementet Pyrénées-Orientales i regionen Occitanien i södra Frankrike. Kommunen ligger i kantonen Argelès-sur-Mer som tillhör arrondissementet Céret. År 2022 hade Sorède 3 500 invånare.

## Befolkningsutveckling
Antalet invånare i kommunen Sorède
| Referens: INSEE |